# Hathwig (Essen)

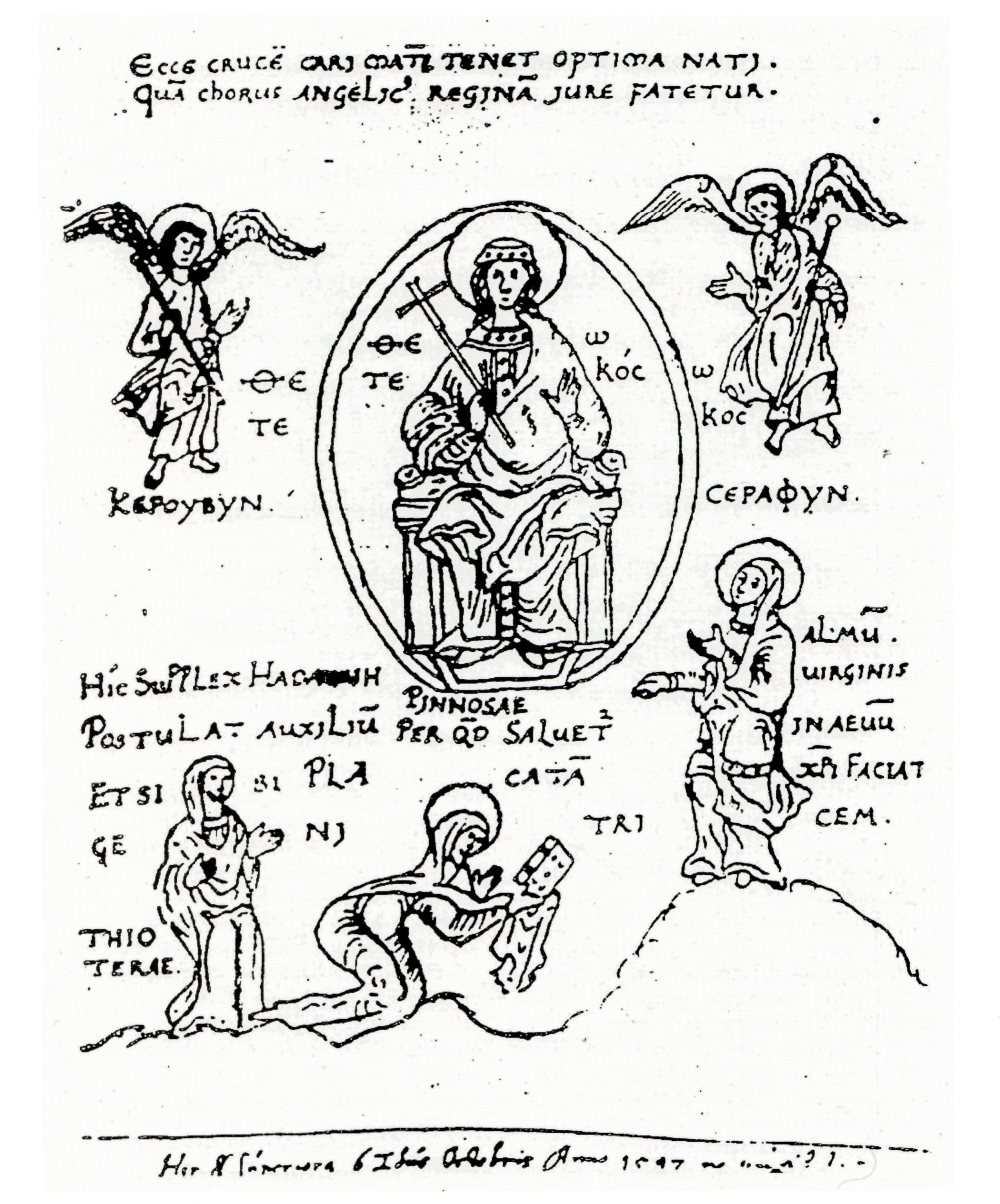
Stifterbild der verlorenen Vita der Hl. Pinnosa und Cosmas und Damian: Hathwig überreicht unter Fürbitten Pinnosas der thronenden Maria die Handschrift. Umzeichnung von 1697

Hathwig (in der Literatur auch oft Hadwig, historisch auch Hathauuiga, Hathuwi und Hathuwig; * unbekannt; † am 18. Juli eines unbekannten Jahres) war Äbtissin des Stifts Essen. Ihre genauen Regierungsdaten sind unbekannt. In ihre Amtszeit fiel ein Brand, der die Stiftskirche beschädigte und das Stiftsarchiv vernichtete. Hathwig betrieb tatkräftig den Wiederaufbau, wodurch sie die Grundlage der Blüte des Stiftes unter den Äbtissinnen Mathilde, Sophia und Theophanu legte.

### Reliquienerwerb

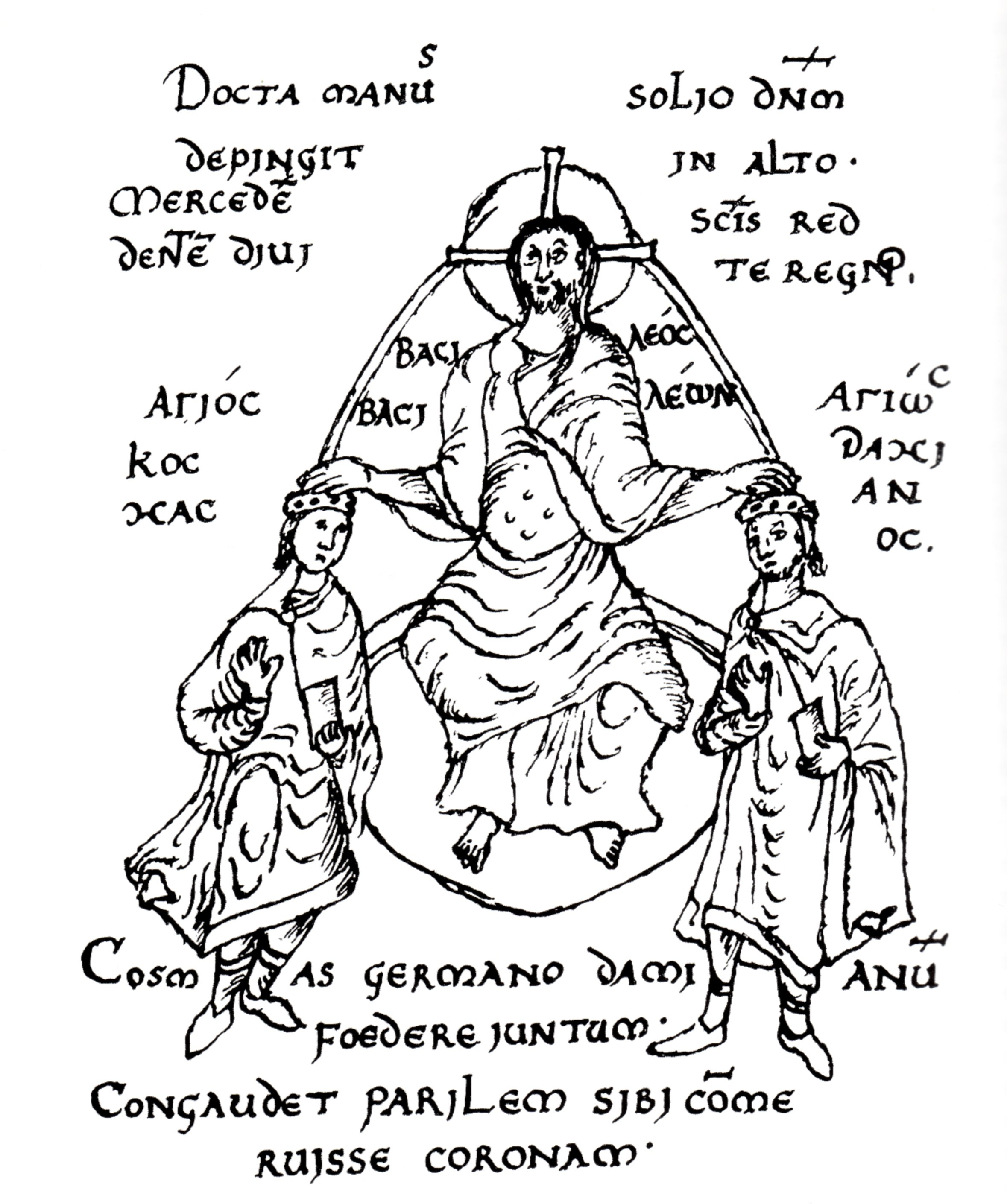
Illustration aus der verlorenen Vitenhandschrift Hathwigs: Jesus krönt die Heiligen Cosmas und Damian. Umzeichnung von 1697